# コピー商品

任天堂オリジナルのWiiビデオゲーム機の中国偽造版Vii。

コピー商品（コピーしょうひん）とは、意図して何かに似せた商品である。合法のものと違法のものがある。他社の人気商品に、意匠、商標などを似せる。ブランドの商標を似せる場合、偽ブランド商品とも呼ぶ。または、自然物あるいは自然物の加工品、たとえば食品や宝石などに似せた人造製品も、コピー商品と呼ぶ。物品の種類により、コピー食品、コピー車などとも呼ばれる。

## 無許可のコピー
主にベストセラーやロングセラーの、優れた機能・設計や、高い市場価値を持つ商品を模して製造する。またメディア関連のデータを複製して販売している物もこの範疇に含まれる。
往々にしてオリジナルの商品と比較して粗悪な材料を使用していたり、分解した部品を採寸した際に発生する誤差により、機能や耐久性の面で劣る場合があり、そのようなものは単純に粗悪品と呼ばれる場合もある。
また外見だけは似ているが、中身は全くの別物であったりする製品も出回ることがある。例えば、説明写真にあるVii(威力棒)は任天堂のWiiのコピー品とされるが中身はWiiとは異なる。服やスポーツ用品では外見だけ似ており、中身は質の悪い素材を使っている場合がある。また、人気スマートフォンのiPhoneでは、しばしばAndroid端末の外見や画面上だけ似せている製品が出回っている

### 違法な場合

サムスン（SAMSUNG）のロゴをコピーしたSANMENGのロゴ

サムスン（SAMSUNG）のロゴをコピーしたSUMSANGのロゴ

オリジナル商品との類似が顕著であれば、オリジナルの権利者が持つ、以下のような知的財産権を侵害することになりうる。
- 有効に商標登録されたブランド・ロゴ・商品名等 → 商標権。
- 意匠（外観） → 国によって異なるが、意匠権（日本・イギリス）・共同体意匠（英語版）権（EU諸国）・デザイン特許権（アメリカ合衆国）など。

日本において意匠権は、有効に意匠登録された場合に初めて保護される事に留意すべきである。
他国においては、立体商標権が存在する場合がある。
- 機能や製法 → 特許権。
- コンテンツ、キャラクター、ソフトウェア → 著作権。

但し、他者が先行して販売する独自性を有する物品に著しく類似する物品の製造もしくは販売や、
周知性を有しまたは特別顕著性を有するロゴ等の類似品を製造や販売を行った場合は、知的財産関連諸法の侵害とは別に、不正競争防止法に触れることもある。
日本では関税法（2006年までは関税定率法）で定められる「輸入してはならない貨物」にいわゆるニセブランド品が含まれており、輸入検査時や入国者への税関検査時に発覚すれば、輸入を差し止められる。

### 合法な場合
「無許可だが合法」な場合もある。多くの場合、国による知的財産権制度の違いや保護期間の期限切れが関係している。
正式に権利を得ている
正式に元の所有者から権利を得ている場合は合法で有る。三菱自動車工業がルーカスフィルムと提携したスターウォーズのロゴに似せた『三菱スターカーズ』キャンペーンなど。
パブリックドメインになった
著作権・特許権・意匠権は、有効期限があるため、期限切れによりパブリックドメイン（PD）となる。そのとき商品価値がまだ残っていたなら、類似商品が同時多発的に製造販売されることとなる。
医薬品の特許権が切れた場合の後発医薬品、映画の著作権の保護期間が切れた場合のパブリックドメインDVD、意匠権の保護期間の切れたジェネリックプロダクトなどがその例である。
ただし、知的財産権（特に著作権）の有効期限は国により異なるため、他国ではまだ権利が有効ということもある。
商標権は無限に延長可能なので、商品価値がある間に商標権が消滅することは通常はない。
権利登録をしていなかった
特許権や商標権などは、国ごとに登録が必要である。そのため、権利を登録していない国でコピー商品が販売されることがある。
かつては（アメリカ旧著作権法の特殊性により）著作権でもこのようなことが起こりえた。NECがインテル8086の互換チップV30を製造したとき、インテルは、日本など無方式主義諸国での登録手続きとなる著作権表示をしていなかったため、著作権を主張できなかった。
権利登録ができなかった
はちみつレモン(サントリー)の場合、その名称から商標登録を拒否され、大手から零細メーカーまで類似品が乱立。結局サントリーは撤退の憂き目に遭った。ただし現在もサントリー食品インターナショナルから夏季限定商品としてはちみつレモンは販売されている。
その種類の知的財産権が存在しない
たとえばインドでは、成分特許が認められないため、他国では特許が有効な医薬品の後発医薬品を製造販売できる。

### 各国の事例

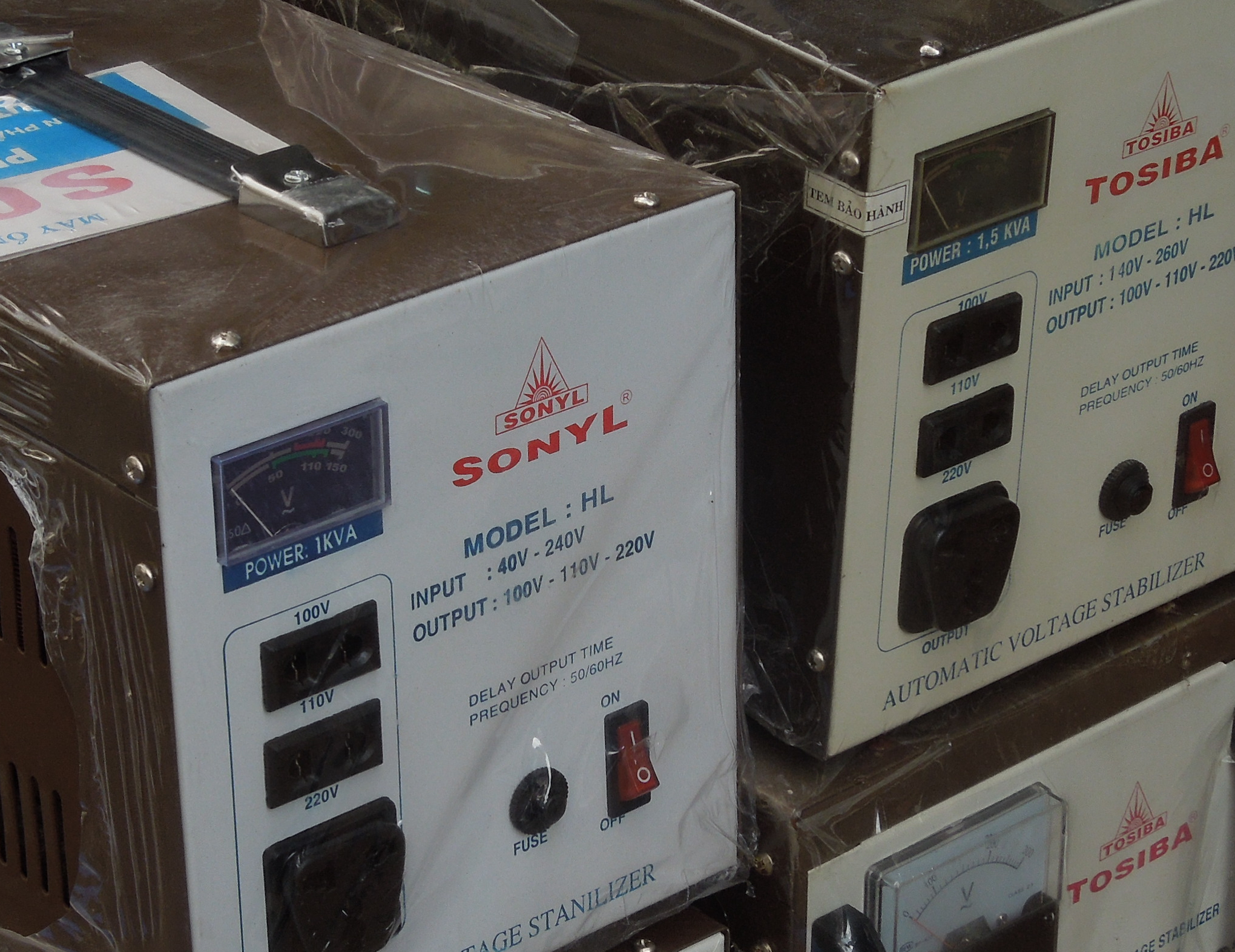
ベトナムで売られている偽ブランドの安定化電源装置。SONYならぬSONYL、TOSHIBAならぬTOSIBAが商標として書かれている。

#### 日本
1950年代の日本は繊維製品、雑貨においてデザインを盗用する業者が非常に多く、輸出品に関する悪評が問題となった。
外交窓口を通じて一年間に正式な抗議があっただけで、スプーン、フォーク、ナイフ、木製品玩具についてはデンマーク、食卓用刃物の外箱、ヘアピンの台紙、玩具時計の台紙についてはドイツ、スナップボタンの台紙、ボールベアリングの外箱、バッテリーについてはイギリス、糸染綿布についてはオーストリア、ナイロン靴下、化粧品の外箱についてはフランス、理髪用椅子、陶磁器用転写機、プロジェクター、缶詰のラベル、陶磁器、シャワーヘッド、釣具、スライドビューアー、8ミリ撮影機、8ミリ映写機についてはアメリカ、陶磁器製像、サングラスの外箱についてはイタリア、縫目リボンの箱についてカナダといった具合だった。
制限付民間貿易が再開（1947）した翌年から、早速、日本製繊維製品によるデザイン侵害事例発生の苦情がイギリスマンチェスター商工会議所からGHQに持ち込まれた。
輸出振興により国内企業を育成しようとする日本政府の悩みの種で、イギリスは外交ルートを通して年に平均40件以上の苦情を申し込むだけでなく、1957年（昭和32年）には訪英した日本の藤山愛一郎外務大臣がデザイン盗用を突きつけられる事態まで発展した。
当時の通商産業省と特許庁は対応に苦慮したが解決には時間がかかった。特に繊維製品に関してイギリスは強く抗議していた。ランカシャー地方の生産者は1930年代に商標の盗用をしていた日本から被害を受けた記憶を忘れていなかった。この盗用問題は外交面においてGATT35条問題を引き起こす遠因となった。即ち、イギリス、フランス、オランダを含む14ヵ国は日本側に差別的対応をする結果になった。
これは一面では外国のバイヤーが要求する場合もあったのは事実（民間の市場調査、市場開拓は渡航の困難さにより不可能だった）だが、生産者に法意識が欠如していたのも事実である。例えば紙見本はまだ許容されるとして、切見本の実物を持ってきたバイヤーの注文を確認せずに受ける繊維業者もかなりの数に上ったとされる。
そこで様々な試みがなされた。その一つは、外国人デザイナーを日本へ招くことだった。レイモンド・ローウィ、ル・コルビュジエ、シャルロット・ペリアン、ラッセル・ライト、フレダ・ダイヤモンド、カイ・フランク、ヴァルター・グロピウスが実際に創作したり、実地指導、講演をする。この第二のお雇い外国人と呼ばれた活動はデザインの重要性を普及啓発する目的があった。
また特に問題になっている産業では政府が財団を設置してメーカーに自分のデザインを登録して貰い輸出品のデザインの権利を明らかにする枠組みを作ることにした。言い換えると、盗用デザインは輸出できないという枠組みを立法の力を借りながら作ろうとした。また盗用は道徳の問題であり、自分からデザインを作ろうとしない他人任せの姿勢から生まれるところから、奨励機関を通じて啓発しようとした。これは消費者に優れたデザインの商品を知らしめることで、国民の意識を変え生産者を動かそうとした狙いから出発した。
通産省と特許庁は啓発活動として1953年（昭和28年）6月に白木屋デパートにおいてコピー商品と本物を並べて展示した。反省点を見つけ出した日本人もいたが、やり過ぎとの声も上がった。1959年に輸出品デザイン法が施行され1997年（平成9年）まで存続した。また官僚の高田忠を中心として創設されたグッドデザイン賞など、官民における活動で1960年代にはコピー商品は減少した。日本の税関で押収されるコピー商品は非常に多く、2011年（平成23年）時点で93 %は中華人民共和国で製造されたコピー商品である。

#### 中国
中華人民共和国では、「山寨文化」（パクリ文化）と言う言葉が出来るほど、模倣品が蔓延している。
中国ではファッションブランド、電化製品、自動車、バイク等の様々な偽ブランドが平然と出回っており、山寨（シャンジャイ、Shānzhài）と呼ばれている。中にはSQNY（SONY）のラジオや乾電池、SHARK（SHARP）のマイク、HONGDA（HONDA）のオートバイ等の紛らわしい商標を名乗った商品もあり、大きな問題となっている。
また、iPodやiPhone、AirPodsなど、アップルコンピュータ製のものを中心に、中には日本のソニー製であるプレイステーションを模したゲーム機など、メーカーに無断でデザインを複製し、知的財産権の侵害を犯したブートレグ（海賊版）賞品も多数製造され、押収・摘発された事例が多数ある。
実際に、偽ブランドが先に商標登録されてしまい、本物が逆にコピー商品として扱われ、有名な無印良品の例のように中国で敗訴したり、別の商標を使わざるを得なくなった事例もある。自社ブランドを使いつつ、他社の人気のある意匠を真似ることもある。アメリカ合衆国のセグウェイからコピーを批判されていた中国のナインボットがセグウェイを買収した際は「本家本元がコピーキャットに乗っ取られた」とTIME誌に驚きをもって報じられた。また、偽造品対策団体の国際模倣対策連合（IACC）から会員資格を奪われたアリババ集団のジャック・マー会長は「偽物は本物より優れている」と発言して物議を醸した。

#### 韓国
大韓民国では、Me-too商品（模倣商品）とも呼ばれるコピー商品が、製菓業界で深刻な社会問題となっている。特に製菓業界では、新製品開発に多額の投資をしても売れるとは限らず、新製品の研究開発に投資するよりも、ヒット商品をコピーするほうが簡単でありより確実であるいう考え方が背景にある。また韓国ロッテ、農心のような大企業であっても、平然と日本や韓国内他社の商品のコピーを販売している（ペペロ、セウカンの項を参照）。
こういった商品はただ名称やパッケージデザインを模倣するのみならず、競争会社の開発人材を引き抜くことにより、その会社の技術を獲得して製造されるケースも報告されている。
食品以外にも、YAMUDA（YAMAHA+HONDA）のオートバイ用部品ブランド等の紛らわしい商標を名乗った商品もある。

#### アメリカ
シリアル食品で知られるケロッグ (企業)の創業者であるケロッグ兄弟の兄ジョン・ハーヴェイ・ケロッグはミシガン州バトルクリーク (ミシガン州)に自身の考案した健康増進法や治療法を施すサナトリウムを開いており、グラノーラはそこで入所者らに提供されていた健康食品であった。C.W. ポストは過労により精神障害を患ってこのサナトリウムに入所していた人物であるが、グラノーラが商品として売り出せるのではないかと考えた末にレシピを盗み出し退所後にそれを基にグレープナッツなるコピー商品を売り出し、グラノーラ製造用機械を買い占めるなどして一時はオリジナルのグラノーラの売り上げを脅かすほどであった。

## ライセンス生産
オリジナル製品の権利者の許可（ライセンス）の下、生産される。ブランドの商標権がライセンスされる場合には、オリジナルと同じないし類似したブランド（偽ブランドとはならない）で売られるが、そうでない場合は独自ブランドとなる。
品質はオリジナルと同等のことが多い。特に、ブランドがライセンスされている場合はそうである。しかし、ライセンシーの技術力が不足していたり、技術流出防止のために技術移転が制限された場合などには、オリジナルより劣ることになる。

## レプリカ
過去の製品を、材料のみ現代品を使って（当時の物は入手不可能な為）正確に再現したレプリカというジャンルも存在し、これらに関しては熱烈なファンを獲得するなど、有の市場が発生している。
これらは基本的に、オリジナルの知的財産権が残存している場合でも、権利者がライセンスを与えているもしくは権利者自身が製造している正規商品のため、偽物とはいえない。しかし、一度市場に出た正規のレプリカが、レプリカと明言されずに売られることはある。

## スーパーコピー
スーパーコピーとは、コピー商品の中でも特にすぐれているものである。
正規品を販売する店頭の中に、このスーパーコピーが混じってしまい、誤って売られてしまい、問題になったこともある。
極端な場合では、オリジナルメーカーがコピーメーカーの模倣技術に目をつけ、正規の製造権を付与することでコピー品の撲滅を図ったり、コピーメーカー毎買収して模倣技術を製造コスト削減に活用することもある。哲学者のジャン・ボードリヤールは高度な消費社会では本物と偽物の境界線はなくなるとしてハイパーリアルとも形容した。

## 人造製品
天然の物が高価であったり、稀少な場合などにしばしば生産される人工の製品。合成皮革（商標名「クラリーノ」「エクセーヌ」など）などは、このジャンルでは最も成功した部類であり、天然皮革には無い防水性や耐候性から、むしろ必要とされて利用される場合もある。服飾関係では、かつては稀少な毛皮の代わりに、最近では動物の権利問題などモラル面からフェイクファー（人造毛皮）も多く使われている。
食品関係で有名な例としてはかにカマボコがある。かにカマボコは消費者が本物の蟹を加工した食品と混同するとして、農林水産省の指示で「カニ」を商品名に使えなくなった経緯がある。実際はスケソウダラのすり身を使い、カニの煮汁で風味をつけた蒲鉾である。人造食品としては、大正時代からある育児用「粉ミルク」がある。また、化学技術の発達から派生した技術を用いた、近年における代表的なものとしては、人造イクラがある。
毛生え薬や性的不能治療薬の模造医薬品も多い。

## 「コピー商品」を取り上げた報道など

### テレビ番組
- 日経スペシャル ガイアの夜明け "中国は今" 第1回 “ニセモノ大国”の実態（2007年8月28日、テレビ東京）[17]。- 中国国内にある、ニセモノ市場やニセモノ製造工場への潜入取材を敢行。